# Верх-Мута
Верх-Мута (рос. Верх-Мута) — село Усть-Канського району, Республіка Алтай Росії. Входить до складу Усть-Мутинського сільського поселення.
Населення — 108 осіб (2015 рік).